# Serpollet Italiana
Serpollet Italiana S.A. war ein italienischer Hersteller von Automobilen.

## Unternehmensgeschichte
Das Unternehmen wurde am 10. Februar 1906 in Mailand zur Produktion von Automobilen gegründet. Dazu wurden die Produktionseinrichtungen von Società Italiana Costruzione Automobili Ricordi-Molinari übernommen. 1908 endete die Produktion.

## Fahrzeuge
Einige Modelle entstanden nach Lizenz von Gardner-Serpollet. Dabei handelte es sich um Dampfwagen. Daneben gab es das Modell 8 HP, ein Kleinwagen mit einem Einzylinder-Benzinmotor, der von C. di Chiavari entwickelt worden war. Außerdem wurden zahlreiche kleine Nutzfahrzeuge hergestellt.